# Ladislav Lábus
Pour les articles homonymes, voir Lábus.
Ladislav Lábus  (né le 24 novembre 1951 à Prague) est un architecte tchèque contemporain, professeur à l'École d'architecture de Prague depuis 2002.

## Œuvre
- 1991 : Centre d'affaires Lužiny